# سد اواش
سد اواش (به لاتین: Oașa Dam) یک سد در رومانی است که در شهرستان آلبا واقع شده‌است.